# 골프존
주식회사 골프존(영어: Golfzon)은 골프존홀딩스를 모회사로 둔 대한민국의 스크린 골프 기업이다.

## 역사
골프존뉴딘홀딩스로부터 스크린골프/유지보수 사업부문을 인적분할하여 2015년 3월 1일 설립되었다.

## 논란
해킹을 당해 200만 회원에 달하는 개인정보가 유출되었다.
골프존 스크린골프 가맹본부와 일부 가맹점이 가맹점 간 경쟁을 피하기 위해 할인쿠폰 지급을 중단하기로 합의했다가 공정거래위원회에게 시정명령을 받았다.